# トランス・ワールド・ラジオ
トランスワールドラジオ（Trans World Radio、略称：TWR）は、アメリカ合衆国ノースカロライナ州カリィ (Cary) を本拠地とする多国家間の福音伝道放送局である。TWRはあらゆる言語で160カ国の100万人に達する人々へ、地元ラジオ放送局、ケーブル、衛星、及びインターネットを通じて14カ国から放送を行っている。またグアム島など国内向け放送（グアムはKTWG）を行っている国・地域もある。
なおこの項目では、一般社団法人ビー・ジャパンが制作し、グアム島にあるKTWRから放送している番組「KTWRフレンドシップラジオ」についても併せて詳述するものとする。

## 日本語放送（~2007年）
かつて日本向けにグアム島 (アメリカ領土) にあるグアム放送局KTWRで太平洋放送協会の製作による太平洋の声として宗教番組が放送されていた（太平洋の声は日本語放送独自の呼称で、それ以外は「KTWR」ないしは「トランスワールドラジオ・グアム」という正式名でアナウンスされていた）。しかし2007年3月24日夜の特別番組の放送をもって、経済上の問題などを理由に日本語放送を終了した。2006年12月28日放送の「カムカムココナッツ」において初めて発表された。なお、一部の番組はインターネットや中波ラジオ局で継続されている。
| 放送時間(JST)             | 周波数   |
| ------------------------- | -------- |
| 平日7:00-7:30             | 11760kHz |
| 平日21:00-21:30(再)       | 9465kHz  |
| 土・日曜日7:00-7:45       | 11760kHz |
| 土・日曜日21:00-21:45(再) | 9465kHz  |

- JST＝UTC+9
- (再)は再放送
- 平日朝・夜30分、土・日曜日は同45分(2005年4月から平日の放送が短縮された)番組を1日2回、全て日本で製作された番組が放送されていた。

### 放送されていた主な番組
- 世の光シリーズ
- あすへの窓（CRCメディア・ミニストリー）
- ポストアベニュー
- カムカムココナッツ
- バースデーコーナー
- ちぬちゃんのとまとくらぶ
- 牧師の書斎から
- ルーテルアワー「心に光を」

## 日本語放送（2014年〜）
その後、KTWRの要望もあり、2014年3月30日から9月28日までの半年間、DRM（デジタル短波受信装置。日本では未認可）を使った放送で日本語放送を再開。当初は期間限定の試験的なものとして行われた。その後、リスナーから日本語放送の継続を訴えられたことや、DRMが日本では未認可であるとともに、新しい日本語放送の運営母体となるKTWRフレンドシップラジオの負担ではDRMの予算経費がかかるということで、同11月2日から旧来の短波放送での日本語放送を毎週1回・日曜日の21:15-21:45JSTに7500kHzにて開始した。（開始当初は9975kHzを使用）その後、2022年3月27日より9380kHzに変更、10月30日からは9975kHzに変更され現在に至る。
この他TWRも独自の内容の番組を2020年4月より開始した。こちらはDRM放送で、当初は7500kHzで毎週日曜日の21:45~22:15JSTに放送、その後は9910kHzに移動し、毎週土曜日の20:30~21:00JSTに放送時間も変更となった。現在は12105kHzにて放送されている（詳細は後述）。

## KTWRフレンドシップラジオ
『KTWRフレンドシップラジオ』は、一般社団法人ビー・ジャパンが制作し、グアムのKTWRから毎週日曜日21時15分〜21時45分の30分間、周波数9975kHzにて放送されているトーク番組・BCL情報番組。2014年3月30日開始。
番組制作イメージは「乗り合いバス的番組」。放送時間が "日曜の夜" ということで、月曜からの日常に備えて、のんびりくつろいで聴取できる内容を番組制作方針としている。
後述のKTWRグアム送信所閉鎖に伴い、10月26日放送の567回番組が最終回となることが、7月6日放送の551回番組冒頭にて発表された。

### 番組形態
開始時には、KTWRのインターバル・シグナル（IS）の後「各局、各局、各局。こちらはグアム。これより9975kHz、送信出力100kWにて、KTWRフレンドシップラジオをお送りします」という番組名告知が女性パーソナリティによって行われる。これは船舶気象通報（灯台放送）のアナウンスを模したものである。
2名のパーソナリティによるオープニングトークの前には、リスナーから提供された番組開始を告げる和文モールス信号「THIS IS KTWR FRIENDSHIP RADIO ホレ シユツパツシンコウ」が流れる。その後パーソナリティ選曲の曲を挟み各コーナーへ入る。
エンディングトークは番組終了5分ほど前にあり、場合によっては短い聖書解説も入る。「これで、今夜のKTWRフレンドシップラジオを終了します。ご聴取お疲れ様でした。こちらはグアム。終わり。おやすみなさい」という女性パーソナリティのアナウンスで終了・停波となる。

### 番組内容
ラジオやアンテナ、受信音源や受信局の紹介、身の回りのできごとなどと言った、リスナーからのお便りの紹介と音楽が中心である。お便りを読み上げる際はリスナーの名前・受信機・アンテナ・SINPOコードが必ず読み上げられる。このほか、月1回程度放送される「受信確認対象番組」では、公式サイトの送信フォーム欄から受信報告をしたリスナーに対してeQSLが発行される。また、人工音声の活用や過去の番組を再編集した復活放送（再放送）や特集（怒涛シリーズ等）なども不定期に取り入れている。
加えてキリスト教の暦・聖書の言葉やその原則を紹介することもある。宗教放送ということもあり、毎年復活祭前後とクリスマス前後には特別番組が、1月第2週付近と3月の第1週付には阪神・淡路大震災や東日本大震災の追悼番組が放送されている。

### コーナー（お便り紹介を除く）
怒涛シリーズ
「怒涛のBCL音源聴き比べ大会」と「怒涛の洋楽聴き比べ大会」の2つが存在しており、前者はパーソナリティやリスナーが受信した放送局の受信音声の紹介、後者はパーソナリティが選曲した洋楽を一気に流す企画である。放送内では「谷さん（男性パーソナリティ）の手抜き企画」と呼ばれることがある。
ちゃっきー先生よろしく
リスナーから届いたキリスト教や聖書に関する質問に女性パーソナリティが答えるコーナー。2024年5月19日番組から新設された。

## 放送時間・周波数
- KTWRの日本語放送は2025年4月1日現在（A25シーズン）、下記の放送時間と周波数で行われている。
- グアム・Merizo送信所[10]
- フレンドシップラジオは、グアム送信所のアンテナ故障の為、2022年7月10日から暫く放送を休止した[11]。9月4日・11日・18日・25日・10月2日の計5回、ウズベキスタン・タシュケントから振替送信を行った。
- グアム送信所が令和5年台風第2号の被害を受けたため、2023年5月28日から再び放送を休止し、休止期間中は公式サイト上にて6月11日・18日番組を配信した。25日から送信が再開された。
- 2017年11月4日より「Leading the Way」という番組が毎週土曜日のJST20:30-21:00に周波数9910kHzで開始されたが、2019年7月13日に打ち切られた。
- 2020年4月よりDRM放送が開始された。当初は7500kHzで毎週日曜日の21:45~22:15JSTに放送、その後は9910kHzに移動し、毎週土曜日の20:30~21:00JSTに放送時間も変更となった。現在は12105kHz[3]にて放送されている。
- 2025年5月初めより日本向DRM放送（毎週土曜日）に使用されていたグアムの第6送信機が不調となった。このため送信所をタシュケントに変更することになり、5月9日と13日の両日に試験送信を実施した。17日より、20:00-21:30に（20:00 中国語、20:30 日本語、21:00 英語）15230kHzで送信が再開された[12]。しかし、タシュケントのDRM送信機の不具合のため、現在はAMモードでの送信となっている。

| 放送時間(JST UTC+9)                           | 周波数       | 送信出力 | 送信所                      |
| --------------------------------------------- | ------------ | -------- | --------------------------- |
| 21:15-21:45（毎週日曜、フレンドシップラジオ） | 9975kHz      | 100kW    | グアム KTWR                 |
| 20:30-21:00（毎週土曜、希望の女性たち）       | 15230kHz DRM | 100kW    | ウズベキスタン タシュケント |

## KTWRの閉鎖
2025年6月4日、TWRは自社のFacebook及び公式サイトを更新し、グアム島にあるKTWRのMerizo送信所を10月31日に閉鎖し、同時にグアムからの短波放送を終了すると発表した 。送信機器の老朽化に加えて台風による被害が大きく、送信所の維持コストを保持することが困難になってきたことを理由としている。代替措置として島内でのAM・FM放送、ストリーミング放送の他、短波ではReach Beyond Australia、FEBC、およびアジアの他の短波送信所からの送信に切り替える予定となっている。技術責任者のMike Sabin氏によると、生活費の高騰により、現地で働くスタッフを増やすことができず、送信機の運用管理費用を捻出することも困難であり、運用維持が不可能な状況に陥っている。また常勤のエンジニアが6月で退職することもあり、他の送信所から送信する方が合理的と判断した。A25シーズン終了までは運用を継続するため、自身は出張等の努力をする予定である。タシュケントからの日本向DRM放送の受信状態が芳しくないことも承知しており、7月には現地に行き受信状況の改善を行う予定である。
なお、当局から送信されている「フレンドシップラジオ」の今後については、7月6日放送の551回番組冒頭で発表された。「神様のなさる事は実に分かりやすい」と前置きをした上で、6月にTWRからビー・ジャパンへ連絡があったこと、10月26日放送の567回番組が最終回となること、リスナーから様々な提案が届いているが現時点での決定事項はこれらのみで、外部からどんな働きかけがあっても担当者は会社方針に従うとの方針を発表した。   

## 備考
- グアム局（KTWR）のインターバルシグナルは、讃美歌453番「聞けや、愛の言葉を」の冒頭部分のメロディーが使用されている。